# Tigre de la Caspienne
Panthera tigris virgata
Sous-espèce
Répartition géographique
Statut de conservation UICN

 EX  : Éteint
Le Tigre de la Caspienne (Panthera tigris virgata) était la sous-espèce de tigre la plus occidentale.
On le trouvait en Arménie, en Azerbaïdjan, en Géorgie, dans le sud de la Russie, au Kazakhstan, en Iran, en Irak, en Afghanistan, en Turquie, en Syrie, en Mongolie, au Tadjikistan, au Turkménistan, au Kirghizistan et en Ouzbékistan jusqu'à son extinction dans les années 1970.
Les recherches génétiques récentes ont montré que le tigre de la Caspienne appartient en réalité à la même sous-espèce que le tigre de Sibérie (Panthera tigris altaica), morphologiquement très proche et qui existe toujours, ce qui ouvre des perspectives de réintroduction en Asie centrale à partir de tigres de Sibérie. En 2017 débute un programme de réintroduction du tigre au Kazakhstan. En 2024, deux premiers tigres de Sibérie nés en captivité aux Pays-Bas ont été réintroduits dans la réserve naturelle d'Ile-Balkhash au Kazakhstan, l'objectif étant de constituer une population sauvage de 50 tigres d'ici 2035 dans cette zone.

## Caractéristiques

### Corps
Le tigre de la Caspienne arrivait en deuxième place par la taille parmi tous les tigres connus. Le corps de l'animal était assez massif et allongé, les membres forts, avec de grosses pattes larges et des griffes d'une taille inhabituelle. Les oreilles, petites et courtes, semblaient privées de poils sur la pointe.
- Longueur : 270 à 290 cm (2,70 à 2,90 m (mâle), 240 à 260 cm (2,40 à 2,60m (femelle).
- Poids : 180 à 220 kg (mâle), 85 à 135 kg (femelle).

### Fourrure
L'animal était doté d'une longue et épaisse fourrure, abondante autour des joues. Sa couleur ressemblait à celle du tigre du Bengale. La peau d'un spécimen, conservée au British Museum, présente une couleur jaune doré sur le dos et les flancs, avec les côtés plus clairs que le dos et des rayures allant du marron clair au marron foncé. La poitrine et l'abdomen sont blanc rayé de jaune, alors que la partie faciale est jaune avec des rayures marron sur le front et des taches blanches autour des yeux et des joues. La partie externe des membres est jaune tandis que la partie interne est blanche. La queue chez cette sous-espèce est jaune, avec des rayures d'un blanc jaunâtre. En hiver, le pelage était très long. Ce tigre était doté d'une crinière ventrale importante, ainsi que d'une courte crinière sur la nuque.

## Comportement et accouplement
Les tigres de la Caspienne passaient la majeure partie de leur vie en solitaire. Ils frayaient rarement avec d'autres tigres en dehors de la saison des amours, habituellement en hiver ou au printemps. Le tigre mâle était plus grand que la femelle et vivait de dix à quinze ans.

## Phylogenèse
En 2009, une étude menée sur les haplotypes d'ADN mitochondrial de vingt tigres de la Caspienne sauvages a montré que le tigre de la Caspienne est en réalité très proche du tigre de Sibérie (Panthera tigris altaica) et que ces deux sous-espèces n'en forment en réalité qu'une seule (les auteurs proposent de les rassembler en une seule sous-espèce). Le plus proche ancêtre commun de ces deux populations date de moins de 10 000 ans. Se basant sur des analyses phylogéographiques, les auteurs supposent qu'un ancêtre plus lointain, proche de l'actuel tigre d'Indochine (Panthera tigris corbetti) serait parti du sud de la Chine et aurait colonisé l'Asie centrale en passant par le corridor du Gansu, évoluant ensuite en Asie centrale pour devenir le tigre de la Caspienne. Puis beaucoup plus récemment, les tigres d'Asie centrale (devenu le tigre de la Caspienne) auraient traversé le sud de la Sibérie pour engendrer les populations du tigre de Sibérie en Extrême-Orient septentrional. Le tigre de Sibérie est en effet très proche du tigre de la Caspienne, alors qu'il est morphologiquement et génétiquement très différent du tigre chinois (Panthera tigris amoyensis) qui bordait son aire de répartition juste au sud aux temps modernes. Or de nombreuses incursions de tigres ont été notées en Sibérie aux XIXe et XXe siècles dans une vaste zone située entre les aires de répartition connues du tigre de la Caspienne et du tigre de Sibérie à l'époque, montrant la grande mobilité et la capacité de colonisation à longue distance de l'espèce, et que même aux temps modernes des liaisons génétiques étaient encore possibles entre ces deux populations.

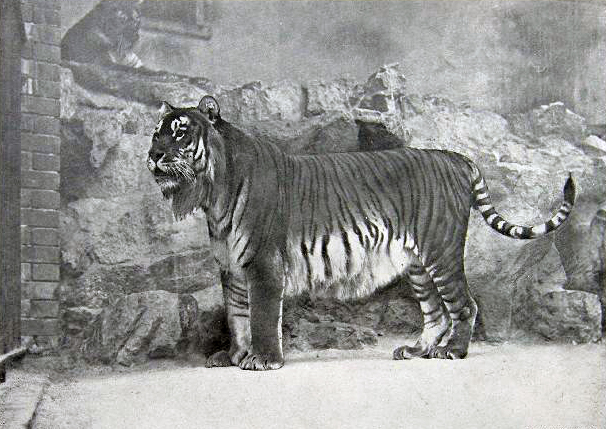
Un tigre de Caspienne au Zoo de Berlin en 1899.

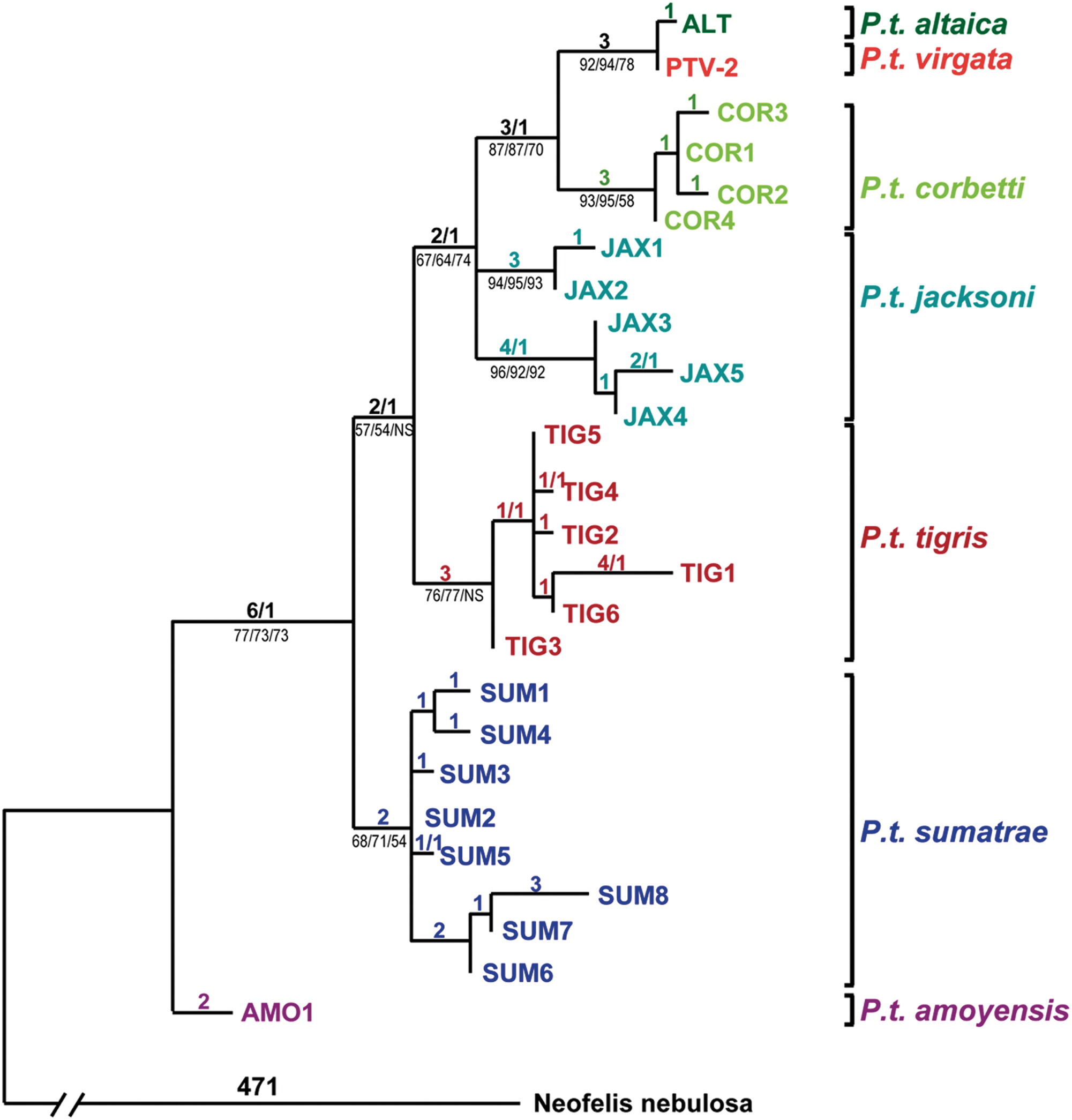
Arbre phylogénétique des tigres, montrant la grande parenté du tigre de la Caspienne (P. t. virgata) et du tigre de Sibérie (P. t. altaica), relativement aux grandes distances séparant les autres sous-espèces et populations de tigres.
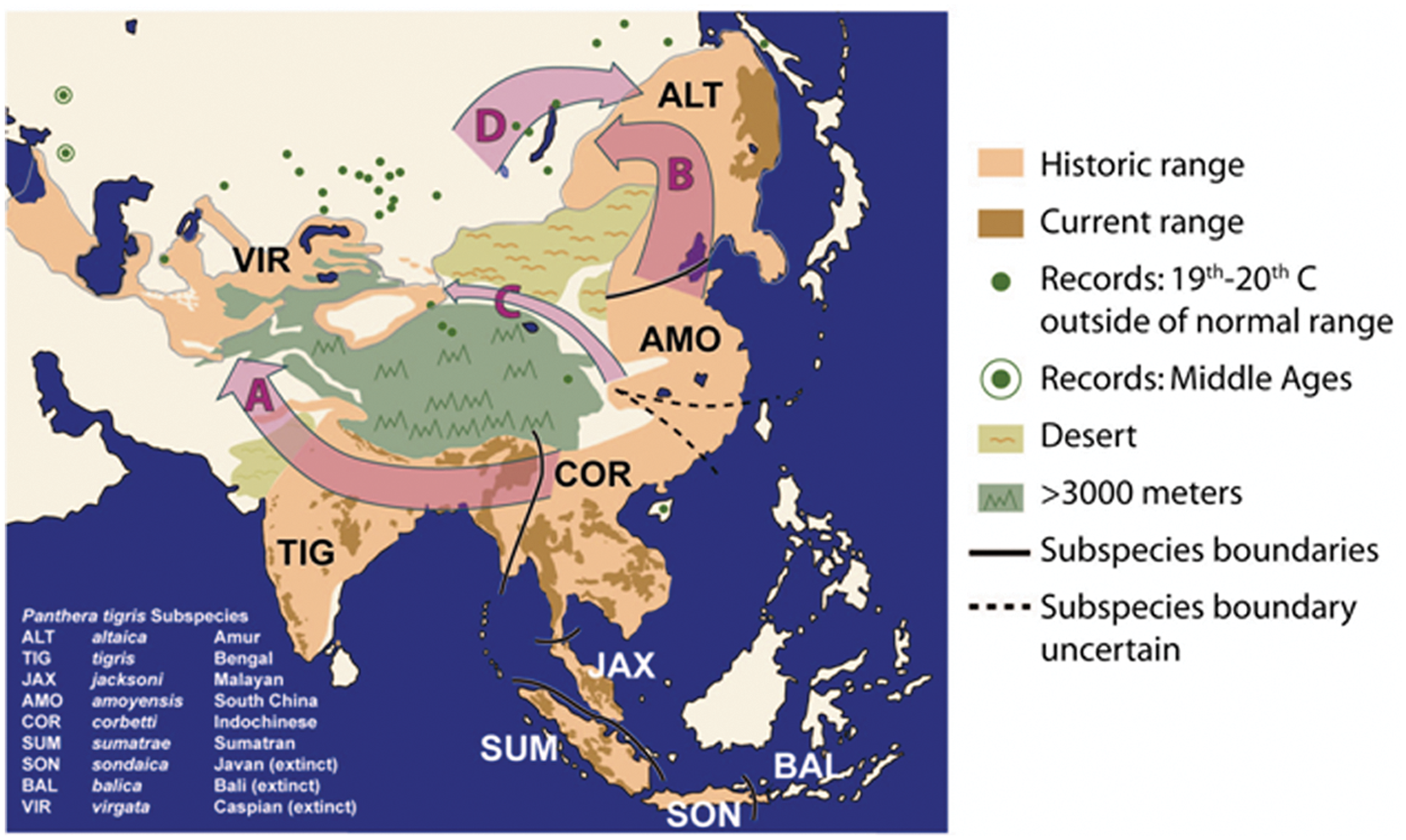
Répartition originale des tigres au XIXe siècle (en orange), et incursions répertoriées aux XIXe et XXe siècles (points verts). Les flèches représentent les différentes hypothèses de voies de colonisation. Les routes A et B (les plus intuitives au départ) ont été invalidées par les données génétiques, tandis que les routes C et D sont les plus probables désormais.

## Développement et extinction
À l'origine, le tigre de la Caspienne était très répandu en Asie du Sud-Ouest. Il était venu de Mongolie et de Russie du Sud via la Chine de l'Ouest (Xinjiang), les ex-républiques soviétiques d'Asie centrale, le Caucase, l'Afghanistan, la Perse et la Mésopotamie. Au Moyen Âge, il a peut-être même atteint l'Ukraine. À l'époque moderne, on le trouvait dans le sud Caucase, l'est de la Turquie, le nord de l'Iran et le nord de l'Afghanistan.

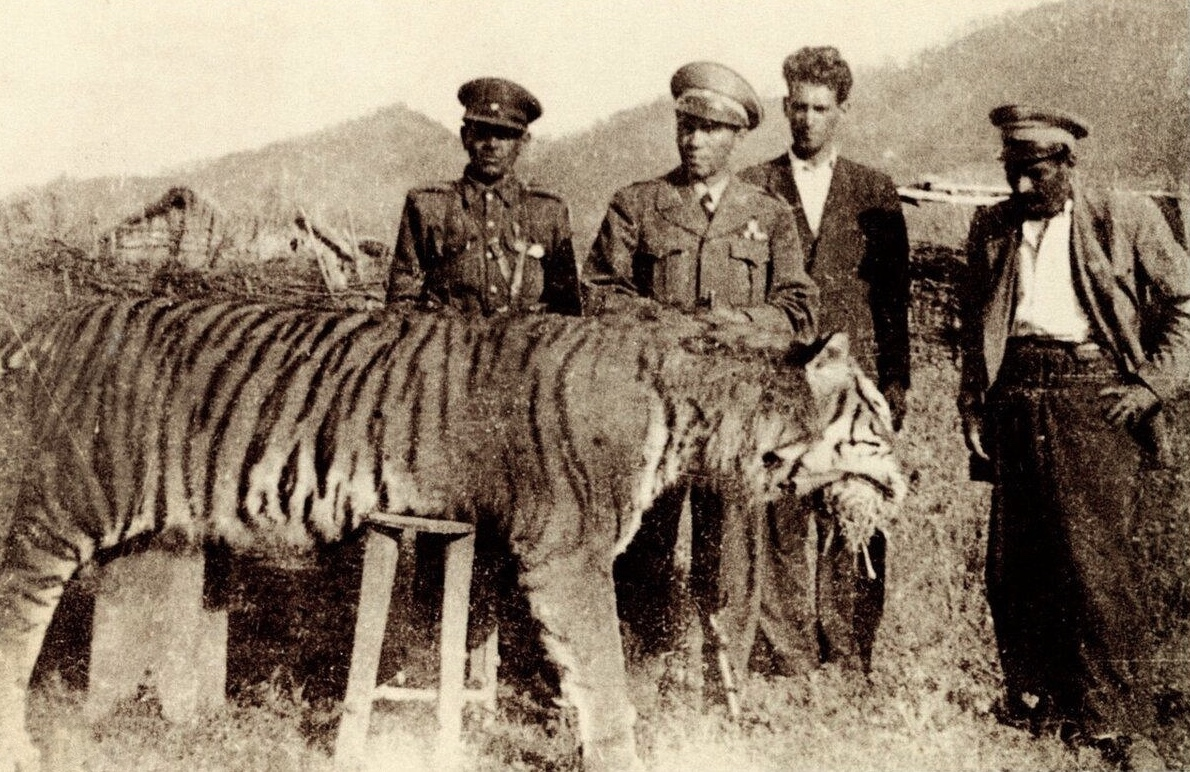
L'une des dernières photos d'un tigre de Caspienne abattu au nord de l'Iran.

L'intensification des cultures entraînant la diminution de son habitat naturel et la raréfaction de ses proies s'est ajoutée à la chasse intensive dont la sous-espèce était victime pour provoquer sa disparition progressive et finalement son extinction. En février 1970, un mâle a été abattu par un villageois dans le village d'Uludere, en Turquie,,. Une observation possible d'un tigre de Caspienne a été signalé au Karakalpakstan en 1974, il aurait été aperçu au nord du Nukus dans un cimetière.

## Une survie de quelques spécimens toujours possible?
Entre les XXe et XXIe siècles, plusieurs observations de tigres eurent lieu, certaines confirmées d’autres non.
Beaucoup de ses observations eurent lieu en Turquie, plus précisément dans le Sud-Est du pays. Il y aurait eu trois observations en 1970 dont une confirmée (à noter que cette observation confirmée est la dernière du pays voire la dernière de l’espèce). L’année suivante l’observation d’un spécimen fut sujet des journaux dans la ville d’Hakkari.
À la suite de ces multiples observations, des enquêtes eurent lieu. Ces enquêtes menées par des questionnaires ont révélé qu'un à huit tigres étaient tués chaque année en Turquie jusqu'à la moitié des années 1980, mais qu'en plus de cela des tigres auraient probablement survécu dans les régions concernées jusqu'au début des années 1990,.
Il y eut une étude de la Wildlife Conservation Foundation concernant la biodiversité du Sud-Est de la Turquie. Cette étude qui a duré deux ans a conclu que des tigres mais aussi des léopards existeraient toujours dans la région concernée.
En plus de cela, il y aurait eu deux autres possibles observations récentes de tigres dans la région, l'un à Silopi en 2002 et l'autre à Şırnak en 2003. Cependant, il n'y a plus eu d'enquête depuis dans ces régions. Mais il n'est pas impossible que quelques spécimens existent encore.
Deux tigres de la Caspienne ont été capturés en avril 1997 en Afghanistan, province de Laghman,. Deux autres spécimens auraient également été tués dans les années 1990, dans les provinces du Nouristan et du Badakhshan,.
Des peaux de tigres circulaient en Afghanistan dans les années 2000, sans que l'on sache précisément leurs provenances,.
Les gardes frontaliers de la zone frontalière afghano-tadjike rapportèrent l’observation d’un tigre en 1998 dans la chaîne de Babatag. Durant l'invasion soviétique du pays, plusieurs observations de tigres eurent lieu entre 1982 et 1991, ces observations ayant été rapportées par d'anciens gardes frontières,,.
On faisait toujours état en 2010, de traces ou d'observations, dans les provinces du Nouristan, Kounar ou Paktiya.
Il y eut aussi quelques observations en Ouzbékistan. En 1972 un spécimen fut tué au Karakalpakstan, la dernière observation dans la région eut lieu en 1974. Des gardes frontaliers ouzbeks rapportent avoir vu une empreinte de tigre en 2008[réf. souhaitée].
Enfin, un cryptozoologue anglais a recueilli, lors d'une expédition à la recherche du Yeti en 2018, des témoignages sur la présence de tigres de la Caspienne au Tadjikistan.

### Iran
Le tigre de la Caspienne était connu en Iran sous le nom de « tigre du Mazandaran » (en persan : ببر مازندران, Babr-e Māzandarān), du nom de l'une des provinces qui bordent la Caspienne où on le rencontrait. Selon une légende persane, le héros Rostam aurait victorieusement combattu l'un de ces tigres.

### Rome
Le tigre de la Caspienne était, avec le tigre du Bengale, la sous-espèce utilisée dans les arènes romaines. C'était en effet pour les Romains la plus facile à se procurer car elle peuplait l'extrémité orientale de l'empire romain. Les tigres étaient importés du Caucase, du Kurdistan, de la Mésopotamie et de la Perse. Le premier tigre à se battre à Rome était un cadeau d'un ambassadeur indien à l'empereur romain Auguste en 19 av. J.-C. Dans les arènes romaines, ainsi qu'au cirque Maxime, les tigres combattaient des gladiateurs ainsi que des aurochs ou des lions de l'Atlas.